# Mutterzunge
Mutterzunge ist der Titel des 1990 veröffentlichten ersten Prosabandes der türkisch-deutschen Schriftstellerin Emine Sevgi Özdamar. In den vier Erzählungen wird wie in anderen Werken der Autorin das Leben von Immigranten „zwischen verschiedenen Sprachen, Kulturen und Weltanschauungen“ thematisiert.

## Inhalt
Die Sammlung enthält vier Erzählungen. Die dritte, Karagöz in Alamania, ist die Prosafassung des 1982 publizierten gleichnamigen Theaterstückes Karagöz in Alamania.

### Mutterzunge
Überall, wo die Erzählerin ihre Muttersprache hört, in einem Café in Berlin, in Stuttgart, im IC-Zugrestaurant, am Kölner Dom, wird ihr bewusst, dass sie ihre „Mutterzunge“ verloren hat und sie ihr wie eine „gut gelernte Fremdsprache“ vorkommt: „In einer Fremdsprache haben Wörter keine Kindheit“. So macht sie sich auf die Suche nach den Sprachwurzeln ihrer Familie und beginnt, wie ihr Großvater, die arabische Schrift zu lernen: „Vielleicht erst zu Großvater zurück, dann kann ich den Weg zu meiner Mutter und Mutterzunge finden. Inschallah.“

### Großvaterzunge
Die zweite Erzählung setzt die Handlung der ersten in einer allegorischen Situation fort. Die Erzählerin nimmt während ihrer Zeit am Berliner Ensemble Unterricht bei dem Schriftgelehrten Ibni Abdullah im Westberliner Wilmersdorf, der seine Wohnung wie eine kleine Moschee eingerichtet hat. Sieben seiner Brüder sind im Krieg gestorben, er galt in seinem Land als Islamist und ging vor neun Jahren nach Deutschland. Die Erzählerin hat ähnliche Erfahrungen gemacht. Sie wurde als Kommunistin von der Militärjunta verfolgt. Ibni Abdullah lehrt sie die arabische Schrift und Sprache an Koran-Texten. Es entwickelt sich zwischen Lehrer und Schülerin eine immer intensivere Beziehung und sie läuft während seiner einmonatigen Arabien-Reise allein „mit Ibni Abdullah in [ihrem] Körper in beiden Berlin“ herum. Nach seiner Rückkehr drückt er seine Gefühle für sie durch von einer Kassette abgespielte bildreiche Liebeslieder aus und sie bleibt bei ihm in seiner Wohnung: „Die Liebe ist ein leichter Vogel, setzt sich leicht irgendwohin, aber steht schwer auf.“
40 Tage lebt die Erzählerin eingeschlossen in Ibni Abdullahs orientalischem Zimmer und sie sprechen über ihre Liebe in gefühlvoller arabesker Bildersprache. Doch im Verlauf der Beziehung fürchtet er, im Gegensatz zu ihr, sich in der Zweisamkeit ganz zu verlieren, sich nicht mehr auf seine Arbeit als Lehrer konzentrieren und seinen Unterhalt verdienen zu können. Ibni will „die heilige Liebe“, sie sucht die ganzheitliche Verbindung von Seele, Sprache und Körper. Nachdem er sie eingeschlossen hat und weggegangen ist, stehen im Zimmer „[s]eine Wächter, seine Wörter […] Die Knoten, die eine Zunge gemacht hat, können die Zähne nicht aufmachen“. Sie spürt, dass ein von seinen Vorstellungen dominiertes Leben für sie keine Lösung ist. Sie befreit sich aus seinem arabischen Moschee-Raum, wirft seine Schriften weg und macht sich auf den Weg durch die Stadt als „Wörtersammlerin“.

### Karagöz in AlamaniaSchwarzauge in Deutschland
In der Form des satirisch-derben Karagöztheaters schildert die Autorin das Leben eines türkischen Gastarbeiters zwischen zwei Kulturen.
In der märchenhaften Einleitung der ersten Szene („Es war einmal ein Dorf“) wird ein armer junger Bauer im Traum seiner Frau auf dem Apfelbaum des Nachbarn beim Klauen erwischt. Darauf schickt ihn sein Onkel und Vormund nach Alamania, um dort Perlen von den Bäumen zu pflücken und als reicher Mann zurückzukehren. Er lässt seine schwangere Frau in der Obhut des Onkels zurück, was dieser sexuell ausnutzt, und macht sich, von seinem philosophierenden Esel begleitet, auf den Weg nach Istanbul. Unterwegs plaudern die beiden miteinander und denken sich zur Unterhaltung Gedichte aus. Dabei begegnen ihnen in skurrilen Szenen ein Schatzgräber und ein sprechender Löwe mit Knochen in einer Plastiktüte. Zwei aus der Erde herauswachsende Grabsteine vermuten, dass er den Bauer Memet Turgut gefressen haben könnte.
In Istanbul vor der Tür der deutschen Vermittlungsstelle angekommen, treffen sie auf andere Personen, die ein Visum beantragen wollen und sich phantastische Vorstellungen über das fremde reiche Land machen, und Betrüger, die ihnen mit Urin und Medikamenten ihre Hilfe bei der Gesundheitsüberprüfung anbieten. Während der Wartezeit, zusammen mit einer Frau mit Kopftuch, die ihren untreuen Mann suchen will, und einem als Fußballspieler verkleideten illegalen Arbeiter, liest der Bauer dem Esel aus dem Handbuch für Gastarbeiter vor. Schließlich erhält er seine Einreisepapiere. Alle folgenden Szenen spielen sich vor der Tür ab, durch welche Ausreisende verschwinden und Rückkehrer wieder die Bühne betreten, z. B. als Toter mit einem Sarg auf dem Rücken oder als Mann mit Goldzähnen. Das Traumland selbst ist nicht sichtbar.
In den nächsten Jahren tritt der Bauer im Straßenkehrer-, Bergmann-, Autobauer- und Straßenbauer-Kostüm oder als Arbeitsloser aus der Kulisse, manchmal nimmt er seine immer schwangere Frau für drei Monate mit nach Deutschland, in der Zwischenzeit bleibt sie in der Türkei und sie streiten sich bei seinen Besuchen. Schuld an ihrem zerrissenen Leben sei das „Kapital“. Erzählt werden Szenen aus Deutschland, wo sich die Türken in einem Sprachgemisch miteinander verständigen, und der Esel philosophiert über das Leben.
In der letzten Szene kehrt der von seiner Frau und den Kindern entfremdete Bauer in sein Heimatdorf zurück. Er ist wegen seines Geldes hochgeachtet und demonstriert seinen Erfolg mit Wohlstandsattributen wie Diplomatenkoffer, Taschenrechner Kassettenrecorder, Mini-Fernseher und Sonnenbrille. Er betrachtet stolz die Apfelbäume, die nun ihm gehören, die aber seine Liebe zurückweisen. Darauf fährt er mit Frau und Kindern in seinem Opel Rekord, der den Esel ersetzt hat, „rückwärts nach Alamania“. Den Esel und die Erinnerung an seine Jugend lässt er zurück.

### Karriere einer PutzfrauErinnerungen an Deutschland
Die in Montagetechnik zusammengesetzte Erzählung beginnt mit dem Satz „Ich bin die Putzfrau, wenn ich hier nicht putze, was soll ich denn sonst tun? In meinem Land war ich Ophelia.“
In Einblendungen der Vorgeschichte hat der Mann der Erzählerin, ein „reicher Sohn mit einem Einzel-Kind-Drama“ sich mit der Begründung von ihr scheiden lassen, sie, die „Zigeunerin“, habe ihn „zugrunde gerichtet“ und unter der neuen Regierung sei es „Zeit zum Schweigen und die Demokratie wiederaufzubauen“. Offensichtlich hat er nach dem Militärputsch Angst, nach der Verhaftung seiner aus einer unteren sozialen Schicht stammenden, oppositionellen Frau im Verhör selbst in Gefahr zu geraten: „Wer schweigt, lebt länger […] zu zweit spricht man zu viel, allein kann man auch schweigen.“
Die Erzählerin ist nach der Trennung mit dem Zug nach Europa gefahren und hat anfangs geglaubt, als „Wasserleiche […] in einem grünen Garten angekommen“ zu sein. Aber „[a]ls Ophelia ertrunken in [ihrem] Land“ kommt sie „wieder in die Welt […] in Deutschland als Putzfrau. Schwarze Haare und weiße Plastiktüte, das reicht[-].“ Sie nimmt jeden Auftrag an, damit Deutschland sauber bleibt.
Nach dem Rückblick folgen assoziativ ineinander verschachtelte Phantasien, Volkslieder und Schlagertexte, Anekdoten über die Hochhausbewohner aus der Perspektive der Putzfrau „Frau Scheiße“. Die Unterhaltung mit einer Trödlerin bringt sie auf den Gedanken, als schöne Schauspielerin im Theater aufzutreten, und sie denkt „an alle anderen Toten, die auf der Bühne ihre Rollen spielen“ und „ihren Blödsinn machen“, während die „Bösen […] im Leben“ gewinnen, und phantasiert, „Blödsinn habe ich selbst genug“, unter dem Motto „Die Bühne ist ein einziges Männerpissoir“ eine groteske Putzfrau-Ophelia Theaterszene mit vielen aus der Dramenliteratur bekannten Protagonisten zusammen.
Auf ihr Angebot „ich kann auch Schauspielerin sein an diesem Theater“ bekommt sie wieder nur eine Putzstelle: „[H]ier ist die Bohnermaschine […] die Bühne wird täglich gebühnert […] nein, die Bühne wird täglich gebohnert.“ Das war es.
Nach der Interpretation von Christine Meyer kann man die Erzählung vor dem Hintergrund der Theatererfahrungen Özdamars als Hamlet-Adaption lesen.

## Rezeption
Özdamars erster Prosaband wurde in den 1990er Jahren unterschiedlich rezipiert. Danach gerieten die Publikationen der Autorin ein wenig in Vergessenheit und wurden erst nach der Verleihung des Georg-Büchner-Preises wieder in das Interesse der literarischen Öffentlichkeit gerückt und neu aufgelegt, so auch der Erzählband Mutterzunge.
- In der ersten Phase der Rezeption lobt Zimmermann: „[D]ie Autorin denkt türkisch und schreibt deutsch, und gerade diese Dialektik der (verbalen) Selbstvergewisserung ist es, die das Glück ihrer Prosa ausmacht.“[17]
- Andererseits kritisiert Mecklenburg eine gewisse Einseitigkeit der Perspektive:[18] In der Mutterzunge stehe „der Migrationsaspekt menschlicher Erniedrigung durch Verhältnisse der Arbeitswelt im Vordergrund. Der Aspekt der Beleidigung, des politischen Exils, klingt am Rande mit (93, 104f.). Der Aspekt der Befreiung durch Migration, den die Autorin selbst auch erfahren hat, spielt keine Rolle. […] Nicht jede türkische Putzfrau in Deutschland war in ihrer Heimat Ophelia. In diesem Motiv schwinge vielleicht auch selbsterfahrene „Kränkung, Zorn und Bitterkeit“ mit, sei es durch den Karrierebruch infolge politisch motivierter Emigration, sei es durch eine ganz gewöhnliche Lehrlingserfahrung am Theater, erst einmal als Mädchen für alles dienen zu müssen, und sei es als Putzfrau.“ Diese Kränkungen drohen „stellenweise ins Denunziatorische umzuschlagen“. Aus Schmach werde Schmähung.
- Auch in Röschs Universitätsseminaren gab es je nach der fundierten Kenntnis oder Unkenntnis der türkischen Sprache der Teilnehmer unterschiedliche Reaktionen auf die Texte Özdamars:[19] Die einen fühlen sich durch die ganz spezifische Magie der Sprache besonders angesprochen, ja verzaubert, andere reagieren distanziert oder mit Unverständnis. Wie von Flotow, die den Roman Das Leben ist eine Karawanserei ins Englische übersetzt hat, berichtet Rösch, dass sehr viele humorvolle Wortspiele für den des Türkischen nicht mächtigen Leser verloren gehen.[20] Zugleich haben Özdamars Romane in der türkischen Übersetzung ihre Landsleute eher enttäuscht, weil vieles, das für deutsche Ohren orientalischen Zauber besitzt, alltäglich und flach wirke.[21] Beides beeinträchtigt die Wirkung des doppelbödigen Textes, in dem, nach Wierschke,[22] Sprach- und Identitätsthematik eng miteinander verbunden sind. Tanrisever bezeichnet Mutterzunge als einen „postkoloniale[n] Text im besten Sinne, der Türkisch und Deutsch gleichwertig nebeneinander in Erscheinung treten lässt, türkische Sprichwörter in ihrer wortwörtlichen Übersetzung wiedergibt und den auf Deutsch verfassten Text oft in eine türkische Satzstruktur packt.“ Mutterzunge sei „subversive Prosa“: „In jede ihrer Zeilen ist Widerstand eingeschrieben.“[23]
- Thomas Kerstan nahm Özdamars Erzählband Mutterzunge 2018 in seinen Kanon für das 21. Jahrhundert auf.[24]

Die Presse- und Rundfunk-Reaktionen auf die Büchner-Preis-Auszeichnung 2022 sind einhellig positiv. Dies zeigt sich auch an der Bewertung der Mutterzunge:
- Soboczynski[25] würdigt die Autorin. Sie habe bereits in ihrem ersten Prosatext Mutterzunge „über Zuwanderung, die Tücken einer neuen Sprache, die Irritation“ des neuen Landes zu einer Zeit geschrieben, „als es noch nicht das Label „Migrationsliteratur“ gab, als man Türken nur als anonyme Gastarbeiter kannte“. Sie zeige, dass sich „Sprache durch Zuwanderung veränder[e], niemals selbstverständlich bleib[e] und wie gerade Einwanderer ein im besten Sinne artifizielles und artistisches Verhältnis zu ihr entwickeln“.
- Der Rezensent der Frankfurter Allgemeinen Zeitung vom 15. Dezember 2022 beschreibt den Erzählband zusammenfassend als „zart und dreckig, roh und sensibel, fromm und ordinär. Es durchnäss[e] den Leser mit Wechselgüssen aus Trotz und Schluchzen, aus Posse und jäher Trauer. Seine Sprache [sei] ein Scherbenhaufen mit glitzernden Bruchkanten“.[26]